# Germandöhällan
Germandöhällan  is een Zweeds eiland behorend tot de Lule-archipel. Het ligt 3 kilometer ten zuiden van Germandön waarnaar het genoemd is. Het heeft geen oeververbinding en is onbebouwd.